# 鄧伸
鄧伸（？—945年），五代十国南汉宦官。
乾和年间，鄧伸为内侍，官至特進。與指揮使陳道庠的父亲陳璫是舊友。陳道庠派力士劉思潮等弑杀南汉殤帝，拥立南汉中宗刘晟。陳道庠为人骄横，中宗猜忌，劉思潮等人伏誅。鄧伸以自己是他父亲的朋友，给他荀悦《漢紀》一部，陳道庠问给书的理由，鄧伸说：“憨獠。此書有誅韓信、醢彭越之事，应该细细審讀。”中宗听说后，族灭陈道庠，以邓伸泄露自己的心意，也夷灭其族。